# Citronfromage
Citronfromage er en dessert, der har citronsaft som sin vigtigste smagsingrediens. Retten er en videreudvikling af creme bavarois, som gjorde budding lettere ved at røre flødeskum i den. Denne bliver tilsat frugtsaft stivnet med gelatine.
I 1837 blev frugtfromager først beskrevet i Danmark i Madam Mangors kogebog. Her var det en hindbær gele, der blev rørt i en creme bavarois. I 1842 udgav Madam Mangor en kogebog med 7 forskellige fromager og citronfromagen var iblandt disse.